# Limba uigură veche
Limba uigură veche a fost limba vorbită de popoarele turcice din Hanatul Uigur, până în secolul al XIV-lea.
Uigura veche a fost mai puțin o limbă de sine stătătoare, și mai mult un dialect al limbii turcice vechi, înainte de separarea acesteia în limbile turcice. Uigura însăși a avut dialecte și variații de la epocă la epocă, reprezentative pentru evoluția limbilor turcice.
Uigura veche nu poate fi confundată cu cea modernă, adesea numită și "Uigură nouă". Nu există o legătură genetică directă între cele două, cu excepția provenienței dintr-un strămoș comun, limba proto-turcică.